# Siniša Malešević
Siniša Malešević, MRIA, MAE (rojen 5. aprila 1969 v Banja Luki, Bosna in Hercegovina) je irski učenjak, redni profesor / predstojnik sociologije na University College v Dublinu na Irskem. Je tudi višji sodelavec in izredni raziskovalec pri Conservatoire national des arts et métiers (CNAM), Pariz, Francija [1]. Maleševićev raziskovalni interes vključuje primerjalnozgodovinsko in teoretično preučevanje narodnosti, nacionalnih držav, nacionalizma, imperijev, ideologije, vojne, nasilja in sociološke teorije. Je avtor devetih in urednik osmih knjig in zvezkov, vključno z vplivnimi monografijami Ideologija, legitimnost in nova država (2002), Sociologija narodnosti (2004), Identiteta kot ideologija (2006) Sociologija vojne in nasilja (2010), Nacionalne države in nacionalizmi (2013), Vzpon organizirane brutalnosti (2017) in Prizemljeni nacionalizmi (2019). Vzpon organizirane brutalnosti je leta 2018 prejel izjemno knjižno nagrado oddelka Ameriškega sociološkega združenja za mir, vojno in socialne konflikte [2], „Grounded Nationalism“ pa je bil leta 2020 uvrščen na drugo mesto (častna omemba) nagrade Stein Rokkan za primerjalno Znanstvene raziskave [3]. Malešević je tudi avtor več kot 100 recenziranih člankov iz revij in poglavij knjig ter imel več kot 120 vabljenih pogovorov po vsem svetu. Njegovo delo je bilo prevedeno v številne jezike, vključno z albansko, arabsko, kitajsko, hrvaško, francosko, indonezijsko, japonsko, perzijsko, portugalsko, srbsko, špansko, turško in rusko. Prej je bil imenovan za raziskave in poučevanje na Inštitutu za mednarodne odnose (Zagreb), Centru za preučevanje nacionalizma CEU (Praga) - kjer je sodeloval s pokojnim Ernestom Gellnerjem - in na Irski narodni univerzi v Galwayu. Gostoval je tudi na profesorjih in štipendijah na Université Libre de Bruxelles (predsedujoči Eric Remacle, predstojnik za konfliktne in mirovne študije), na Inštitutu za humanistične vede na Dunaju, na Londonski ekonomski šoli, univerzi v Uppsali in na nizozemskem Inštitutu za napredne humanistične študije. in družbene vede, Amsterdam. Marca 2010 je bil izvoljen za člana Kraljevske irske akademije [4], decembra 2012 je bil izvoljen za pridruženega člana Akademije znanosti in umetnosti Bosne in Hercegovine [5], avgusta 2014 pa za člana Academia Europaea [6].

Viri:
[1] http://www.ucd.ie/research/people/sociology/professorsinisamalesevic/
https://esd.cnam.fr/membres/sinisa-malesevic-1114070.kjsp?RH=1570546542219
[2] http://www.asanet.org/asa-communities/asa-sections/current-sections/peace-war-and-social-conflict/section-peace-war-and-social-conflict-past-award-recipients
[3] https://www.ucd.ie/sociology/newsandevents/latestnews/grounded-nationalisms-2020-rokkan/
https://ecpr.eu/news/news/details/611
[4] https://sinisa2malesevic.wordpress.com/
https://www.ria.ie/sinisa-malesevic
[5]http://www.anubih.ba/index.php?option=com_content&view=article&id=110&Itemid=598&lang=en
[6] http://www.ae-info.org/ae/User/Malesevic_Sinisa